# Gourievsk (oblast de Kemerovo)
Pour les articles homonymes, voir Gourievsk.
Gourievsk (en russe : Гурьевск) est une ville de l'oblast de Kemerovo, en Russie, et le siège administratif du raïon de Gourievsk. Sa population s'élevait à 24 436 habitants en 2013 et à 22 134 habitants en 2021.

## Géographie
Gourievsk est située à 116 km (195 km par la route) au sud-est de Kemerovo.

## Histoire
Gourievsk est fondée au bord de la rivière Maly Batchat en 1815 en raison de la construction d'une usine sidérurgique. Elle est nommée ainsi en l'honneur du comte Dmitri Gouriev (1758-1825), ministre des finances du gouvernement tsariste, et rattachée au district des montagnes de l'Altaï. L'usine est en activité jusqu'en 1908, mais est réactivée après la guerre civile. Gourievsk a le statut de ville depuis 1938.

## Population
Recensements (*) ou estimations de la population
| 1897* | 1939*  | 1959*  | 1970*  | 1979*  |
| ----- | ------ | ------ | ------ | ------ |
| 1 300 | 22 939 | 30 448 | 27 200 | 25 570 |

| 1989*  | 2002*  | 2010*  | 2012   | 2013   |
| ------ | ------ | ------ | ------ | ------ |
| 28 152 | 27 381 | 24 817 | 24 450 | 24 436 |

| 2016   | 2019   | 2021   | - | - |
| ------ | ------ | ------ | - | - |
| 23 359 | 22 569 | 22 134 | - | - |

## Économie
Les principales entreprises de Gourievsk sont :
- OAO Gourievski Metallourguitcheski Zavod (ОАО "Гурьевский металлургический завод") : acier, laminés, fonte ;
- OAO Gourievski Roudooupravlenie (ОАО "Гурьевское рудоуправление").

## Lieux à visiter

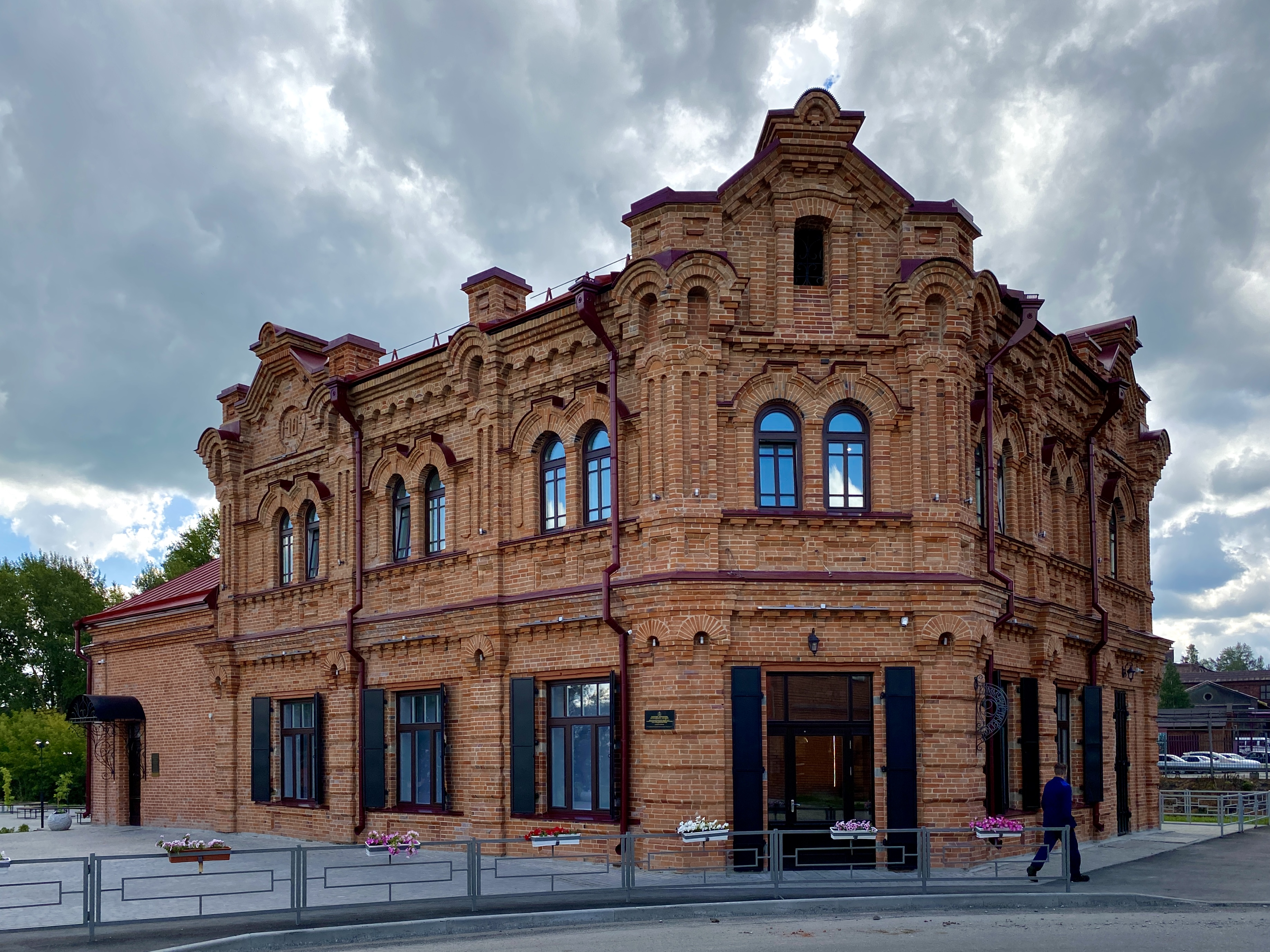
Musée de Gourievsk.

- Musée régional de Gourievsk, ouvert en 1959 dans un bâtiment de briques construit en 1909 et restauré en 2022.